# Iso 6346

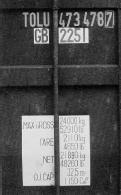
Mã BIC ở cuối một Container

ISO 6346 là một chuẩn quốc tế quy định để mỗi số Container là duy nhất.
Chuẩn này được quy định và quản lý bởi International Container Bureau (BIC)

## Thống nhất hệ thống
Ví dụ về một số Container đúng chuẩn ISO 6346
Trong đó:
- CSQ là tên chủ sở hữu Container (hãng tàu)
- U là phần danh mục thiết bị. Có 03 chữ: U: tất cả container nói chung; J: các container có thể tháo lắp; Z: dành cho Moors và Chassis
- 305438 là phần số được cấp phát bởi hãng tàu và là duy nhất.
- 3 là con số cuối cùng dùng để kiểm tra số container có đúng chuẩn ISO 6346 (check digit).

### Quy tắc tính số Check Digit
- Tách số Cont (11 số) thành 02  phần: 10 ký tự đầu + số cuối cùng
- Tính toán 10 ký tự đầu => số Check Digit so sánh với số cuối cùng, nếu trùng nhau => hợp chuẩn ISO 6346

Ví dụ: Ta có số Cont: CSQU3054383
Ta sẽ tách 10 ký tự đầu: CSQU305438 để tính toán => số Check Digit
Nếu số Check Digit = 3 + đúng chuẩn ISO 6346.
Các chữ cái tương ứng với các con số trong bảng sau:
| A  | B  | C  | D  | E  | F  | G  | H  | I  | J  | K  | L  | M  |
| 10 | 12 | 13 | 14 | 15 | 16 | 17 | 18 | 19 | 20 | 21 | 23 | 24 |

| N  | O  | P  | Q  | R  | S  | T  | U  | V  | W  | X  | Y  | Z  |
| 25 | 26 | 27 | 28 | 29 | 30 | 31 | 32 | 34 | 35 | 36 | 37 | 38 |

|                            | C                          | S                          | Q                          | U                          | 3                          | 0                          | 5                          | 4                          | 3                          | 8                          | Calc.      |
| -------------------------- | -------------------------- | -------------------------- | -------------------------- | -------------------------- | -------------------------- | -------------------------- | -------------------------- | -------------------------- | -------------------------- | -------------------------- | ---------- |
|                            | 13                         | 30                         | 28                         | 32                         | 3                          | 0                          | 5                          | 4                          | 3                          | 8                          |            |
| ×                          | 1                          | 2                          | 4                          | 8                          | 16                         | 32                         | 64                         | 128                        | 256                        | 512                        |            |
|                            | 13                         | 60                         | 112                        | 256                        | 48                         | 0                          | 320                        | 512                        | 768                        | 4096                       | 6185 [a]   |
| [b] Chia cho 11:           | [b] Chia cho 11:           | [b] Chia cho 11:           | [b] Chia cho 11:           | [b] Chia cho 11:           | [b] Chia cho 11:           | [b] Chia cho 11:           | [b] Chia cho 11:           | [b] Chia cho 11:           | [b] Chia cho 11:           | [b] Chia cho 11:           | 562,272... |
| [c] Làm tròn:              | [c] Làm tròn:              | [c] Làm tròn:              | [c] Làm tròn:              | [c] Làm tròn:              | [c] Làm tròn:              | [c] Làm tròn:              | [c] Làm tròn:              | [c] Làm tròn:              | [c] Làm tròn:              | [c] Làm tròn:              | 562        |
| [d] Nhân với 11:           | [d] Nhân với 11:           | [d] Nhân với 11:           | [d] Nhân với 11:           | [d] Nhân với 11:           | [d] Nhân với 11:           | [d] Nhân với 11:           | [d] Nhân với 11:           | [d] Nhân với 11:           | [d] Nhân với 11:           | [d] Nhân với 11:           | 6182       |
| [a] trừ [d] = Check Digit: | [a] trừ [d] = Check Digit: | [a] trừ [d] = Check Digit: | [a] trừ [d] = Check Digit: | [a] trừ [d] = Check Digit: | [a] trừ [d] = Check Digit: | [a] trừ [d] = Check Digit: | [a] trừ [d] = Check Digit: | [a] trừ [d] = Check Digit: | [a] trừ [d] = Check Digit: | [a] trừ [d] = Check Digit: | 3          |

Như vậy trong ví dụ trên số Cont: CSQU305438 sẽ có Check Digit = 3

### Một số giải thuật tính số Check Digit trong lập trình

#### Visual Basic (VBA)
```
Function
 
ISO6346Check
(
k
 
As
 
String
)
 
' Calculates the ISO Shipping Container Check Digit

Dim
 
i%
,
 
s&

Application
.
Volatile

For
 
i
 
=
 
1
 
To
 
10

s
 
=
 
s
 
+
 
IIf
(
i
 
<
 
5
,
 
Fix
(
11
 
*
 
(
Asc
(
Mid
(
k
,
 
i
))
 
-
 
56
)
 
/
 
10
)
 
+
 
1
,
 
Asc
(
Mid
(
k
,
 
i
))
 
-
 
48
)
 
*
 
2
 
^
 
(
i
 
-
 
1
)

Next
 
i

ISO6346Check
 
=
 
(
s
 
-
 
Fix
(
s
 
/
 
11
)
 
*
 
11
)
 
Mod
 
10

End
 
Function

```

#### Java Script
```
function
 
ISO6346Check
(
con
)
 
{

    
if
 
(
!
con
 
||
 
con
 
==
 
""
 
||
 
con
.
length
 
!=
 
11
)
 
{
 
return
 
false
;
 
}

    
con
 
=
 
con
.
toUpperCase
();

    
var
 
re
 
=
 
/^[A-Z]{4}\d{7}/
;

    
if
 
(
re
.
test
(
con
))
 
{

        
var
 
sum
 
=
 
0
;

        
for
 
(
i
 
=
 
0
;
 
i
 
<
 
10
;
 
i
++
)
 
{

            
var
 
n
 
=
 
con
.
substr
(
i
,
 
1
);

            
if
 
(
i
 
<
 
4
)
 
{

                
n
 
=
 
"0123456789A?BCDEFGHIJK?LMNOPQRSTU?VWXYZ"
.
indexOf
(
con
.
substr
(
i
,
 
1
));

            
}

            
n
 
*=
 
Math
.
pow
(
2
,
 
i
);
 
//2的i次方

            
sum
 
+=
 
n
;

        
}

        
if
 
(
con
.
substr
(
0
,
 
4
)
 
==
 
"HLCU"
)
 
{

            
sum
 
-=
 
2
;

        
}

        
sum
 
%=
 
11
;

        
sum
 
%=
 
10
;
 
//余数为10的取0

        
return
 
sum
 
==
 
con
.
substr
(
10
);

    
}
 
else
 
{

        
return
 
false
;
 
//不匹配正则表达式   

    
}

}

```

#### PHP
```
function
 
checkDigit
(
$mark
){

    
$char2num
 
=
 
[
'A'
=>
10
,
 
'B'
=>
12
,
 
'C'
=>
13
,
 
'D'
=>
14
,
 
'E'
=>
15
,
 
'F'
=>
16
,
 
'G'
=>
17
,
 
'H'
=>
18
,
 
'I'
=>
19
,
 
'J'
=>
20
,
 
'K'
=>
21
,
 
'L'
=>
23
,
 
'M'
=>
24
,
 
'N'
=>
25
,
 
'O'
=>
26
,
 
'P'
=>
27
,
 
'Q'
=>
28
,
 
'R'
=>
29
,
 
'S'
=>
30
,
 
'T'
=>
31
,
 
'U'
=>
32
,
 
'V'
=>
34
,
 
'W'
=>
35
,
 
'X'
=>
36
,
 
'Y'
=>
37
,
 
'Z'
=>
38
];

    
$acc
=
0
;

    
$num
=
str_split
(
$mark
);

    
for
(
$i
=
0
;
$i
<
10
;
$i
++
){

        
if
(
$i
<
4
)
 
$acc
+=
(
$char2num
[
$num
[
$i
]]
*
pow
(
2
,
$i
));

        
else
 
$acc
+=
$num
[
$i
]
*
pow
(
2
,
$i
);

    
}

    
$rem
 
=
 
$acc
 
%
 
11
;

    
if
 
(
$rem
 
==
 
10
)
 
$rem
 
=
 
0
;

    
if
(
strlen
(
$mark
)
==
11
 
&&
 
$num
[
10
]
==
$rem
)
 
return
 
true
;

    
return
 
false
;

}

```